# Campeonato Filipino de Patinação Artística no Gelo
O Campeonato Filipino de Patinação Artística no Gelo é uma competição nacional anual de patinação artística no gelo das Filipinas.
A competição determina os campeões nacionais e os representantes das Filipinas em competições internacionais como Campeonato Mundial, Campeonato Mundial Júnior, Campeonato dos Quatro Continentes e os Jogos Olímpicos de Inverno.

## Edições
| Ano (Edição) | Cidade sede | Sênior | Sênior | Júnior | Júnior | Ref         |
| Ano (Edição) | Cidade sede | M      | F      | M      | F      | Ref         |
| ------------ | ----------- | ------ | ------ | ------ | ------ | ----------- |
| 2009         | Manila      | —      | —      | —      | —      | [ 1 ]       |
| 2010         | Manila      | •      | •      | •      | •      | [ 2 ]       |
| 2011         | Manila      | •      | •      | –      | •      | [ 3 ]       |
| 2012         | Manila      | •      | •      | •      | •      | [ 4 ] [ 5 ] |
| 2013         | Manila      | •      | •      | •      | •      | [ 6 ]       |
| 2014         | Manila      | •      | –      | –      | –      | [ 7 ]       |
| 2015         | Manila      | –      | •      | –      | –      | [ 8 ]       |
| 2016         | Pasay City  | –      | •      | •      | –      | [ 9 ]       |

## Lista de medalhistas

### Individual masculino
| Evento                 | Ouro                                      | Prata                                     | Bronze                                    | Ref                                       |
| Manila 2010 (detalhes) | Dikki John Martinez                       | nenhum outro competidor                   | nenhum outro competidor                   | [ 10 ]                                    |
| Manila 2011 (detalhes) | Clint Maverik Eguia                       | nenhum outro competidor                   | nenhum outro competidor                   | [ 11 ]                                    |
| Manila 2012 (detalhes) | Christopher Caluza                        | Clint Maverik Eguia                       | nenhum outro competidor                   | [ 12 ] [ 7 ]                              |
| Manila 2013 (detalhes) | Christopher Caluza                        | Clint Maverik Eguia                       | Michael Christian Martinez                | [ 13 ] [ 7 ]                              |
| Manila 2014 (detalhes) | Christopher Caluza                        | Michael Christian Martinez                | Clint Maverik Eguia                       | [ 7 ] [ 13 ] [ 14 ] [ 15 ]                |
| 2015–2016              | Não houve disputa do individual masculino | Não houve disputa do individual masculino | Não houve disputa do individual masculino | Não houve disputa do individual masculino |

### Individual feminino
| Evento                     | Ouro                                     | Prata                                    | Bronze                                   | Ref                                      |
| Manila 2010 (detalhes)     | Mericien Venzon                          | Lauren Ko                                | Gracielle Jeanne Tan                     | [ 10 ]                                   |
| Manila 2011 (detalhes)     | Zhaira Costiniano                        | Mericien Venzon                          | Mary Grace Baldo                         | [ 16 ]                                   |
| Manila 2012 (detalhes)     | Melissa Bulanhagui                       | Zhaira Costiniano                        | Mericien Venzon                          | [ 17 ]                                   |
| Manila 2013 (detalhes)     | Melissa Bulanhagui                       | Zhaira Constiniano                       | Mericein Venzon                          | [ 18 ]                                   |
| 2014                       | Não houve disputa do individual feminino | Não houve disputa do individual feminino | Não houve disputa do individual feminino | Não houve disputa do individual feminino |
| Manila 2015 (detalhes)     | Frances Clare Untalan                    | nenhuma outra competidora                | nenhuma outra competidora                | [ 8 ]                                    |
| Pasay City 2016 (detalhes) | Frances Clare Untalan                    | Samantha Cabiles                         | Shayanne Casapao                         | [ 19 ]                                   |